# Phanerotoma trivittata
Phanerotoma trivittata är en stekelart som beskrevs av Charles Thomas Brues 1912. Phanerotoma trivittata ingår i släktet Phanerotoma och familjen bracksteklar. Inga underarter finns listade i Catalogue of Life.